# Абриль, Ричард
Ричард Абриль (исп. Richar Abril; род. 10 августа 1982 года) — кубинский боксёр-профессионал, выступающий в лёгкой весовой категории (до 61,1 кг). Чемпион мира (по версии WBA, 2013—2015).

## Профессиональная карьера
На профессиональном ринге Абриль дебютировал в декабре 2005 года. К четвёртому поединку встретился с таким же молодым начинающим боксёром, Троем Харденом (4-0) и победил его по очкам. В августе 2006 года свёл вничью поединок с американцем Маркусом Брондаксом.
27 июня 2008 года потерпел первое поражение, проиграл по очкам раздельным решением судей колумбийскому боксёру, Брейдису Прейскотту в десятираундовом рейтинговом поединке.
22 января 2010 года проиграл раздельным решением непобеждённому Генри Лунди (16-0).
В сентябре 2010 года завоевал латиноамериканский титул по версии WBC в лёгком весе.
22 сентября 2011 года в Панаме победил венесуэльского боксёра, Мигеля Акосту, и завоевал титул временного чемпиона мира по версии WBA в лёгком весе.
14 марта 2012 года в бою за полноценный титул WBA, встретился с американцем Брэндоном Риосом. Несмотря на явное преимущество кубинца, судьи отдали победу Риосу. Риос не смог вложиться в рамки весовой категории, и не был награждён поясом чемпиона.
2 марта 2013 года Ричард Абриль в бою за полноценный титул чемпиона мира по версии WBA, победил по очкам непобеждённого боксёра из Уганды Шарифа Бугире (23-0).